# 13615 Manulis
13615 Manulis è un asteroide della fascia principale. Scoperto nel 1994, presenta un'orbita caratterizzata da un semiasse maggiore pari a 2,6007807 UA e da un'eccentricità di 0,2119571, inclinata di 12,69575° rispetto all'eclittica.
L'asteroide è dedicato all'astronomo israeliano Ilan Manulis.